# ماهیندرا اسکورپیو
ماهیندرا اسکورپیو (Mahindra Scorpio) خودرویی است که از سال ۲۰۰۲ تا کنون در هند و مصر تولید شده‌است.قدرت موتور این خودرو بین ۱۱۵-۱۲۰ اسب بخار است.
این خودرو در کلاس اس‌یووی قرار گرفته، طول آن در حالت طبیعی ۱۷۶٫۹ اینچ (۴٬۴۹۳ میلیمتر)، عرض آن در حالت طبیعی ۷۱٫۵ اینچ (۱٬۸۱۶ میلیمتر)، ارتفاع آن در حالت طبیعی ۷۷٫۸ اینچ (۱٬۹۷۶ میلیمتر) و وزن آن در حالت طبیعی ۵٬۵۳۴ پوند (۲٬۵۱۰ کیلوگرم) است.